# Daniel Bac
Émile Louvet dit Daniel Bac, né le 22 décembre 1831 au Blanc, et mort le 12 juillet 1904 à Angers, est un comédien et artiste peintre français.

## Biographie

### Carrière théâtrale
En 1869, Le Théâtre Illustré écrit : « Daniel Bac a joué sur la scène du petit théâtre de la Tour-d’Auvergne. Puis, en société de plusieurs artistes à la tête desquels il était, a parcouru la province en donnant des représentations. Il fut ensuite engagé aux Menus-Plaisirs où il créa un type très réussi dans les Petits crevés de MM. Abraham et Jules Prével, pièce qui eut 120 représentations. Puis, dans Geneviève de Brabant, il créa Golo, le traître Golo, ce qui lui valut un engagement au théâtre des Variétés où il [fut] appelé à rendre de grands services. »
Il crée les rôles :
- Golo dans la deuxième version de Geneviève de Brabant opéra bouffe de Jacques Offenbach, en 1867[2].
- Barbavano dans Les Brigands opéra bouffe de Jacques Offenbach, en 1869[3].

« Quel brillant type de brigand que celui qu’il a créé dans Les Brigands d’Offenbach. Quels gestes, quelles poses excentriques et superbes. »

— Théo, Le Théâtre Illustré, N°71, 1869.
- Piérougue dans Les Braconniers opéra bouffe de Jacques Offenbach, en 1873[4].
- Le vieux prisonnier dans la seconde version de La Périchole opéra bouffe de Jacques Offenbach, en 1874[5].

Durant sa carrière artistiques, il aurait inventé les bâtons de maquillage pour créer les « “têtes” extraordinaire qu'il se composait ».

### Carrière picturale
Aquarelliste à la « réputation méritée », ou même « excellent aquarelliste », le Musée des Beaux-Arts d'Angers conserve quelques-unes de ses œuvres :
- Le vieil Angers : la rue Tuliballe, aquarelle[8]
- Angers, place de la République, huile sur carton[9]
- Vieux logis place La Rochefoucauld, aquarelle, 1903[10]
- La rue du Pot-de-Fer à Angers, aquarelle, 1903[11]